# Монаши
Монаши (укр. Монаші) — село, относится к Белгород-Днестровскому району Одесской области Украины. Основано в 1824 году И первоначально оно располагалось на обоих берегах реки Алкалии и к 1875 году насчитывало 160 дворов. В 1898 году казенные земли на правом берегу, арендованные крестьянами, приобрели немецкие колонисты. Жителей изгнали из этой части села, а их жилища разрушили. Поэтому в 1900 году в селе насчитывалось только 96 дворов.
В августе 1903 года состоялось выступление крестьян против отмежевания общинных земель и угодий в пользу помещика. В октябре 1905 года была дотла сожжена экономия землевладельцев братьев Арнаутовых. После революции находилось составе Молдавской демократической республики Советская власть установлена в январе 1918 года и просуществовала до марта того же года, до вхождение Бессарабии в состав Румынии. В июне 1940 года Бессарабия была присоединена к СССР. Во время Второй мировой войны войны территория Аккерманской области была оккупирована Румынией и входила с 1941 по 1944 в состав Губернаторства Бессарабия.
Население по переписи 2001 года составляло 862 человека. Почтовый индекс — 67744. Телефонный код — 4849. Занимает площадь 1,93 км².

## Местный совет
67744, Одесская обл., Белгород-Днестровский р-н, с. Монаши, ул. Калинина, 93
- | Населённый пункт | Это заготовка статьи о населённом пункте. Помогите Википедии, дополнив её. |